# Jack Womack

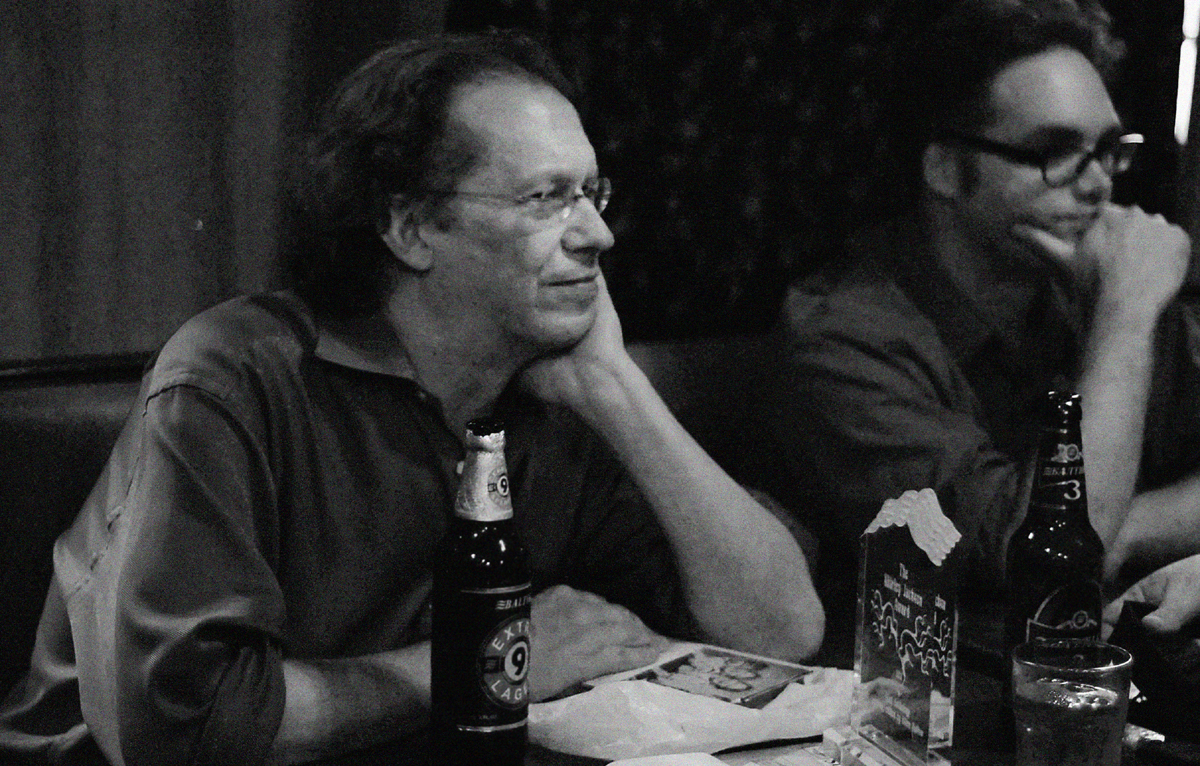
Jack Womack în iunie 2008.

Jack Womack (n. 1956, Lexington, Kentucky) este un scriitor american de literatură științifico-fantastică și de ficțiune speculatică. Trăiește în New York City cu soția sa și cu fiica lui, și lucrează ca manager de publicitate pentru Orbit Books și Yen Press, Hachette Book Group USA.